# مکنزی ۶۲۰۴
سیارک ۶۲۰۴ (به انگلیسی: 6204 MacKenzie، نامگذاری:1981JB3) شش هزار و دویست و چهارمین سیارک کشف شده‌است که در ۶ مه ۱۹۸۱ کشف شد.
قدر مطلق سیارک برابر ۱۴٫۵۰ است.